# Port lotniczy Kaghau
Port lotniczy Kaghau (IATA: KGE, ICAO: AGKG) – port lotniczy położony na wyspie Kaghau (Wyspy Salomona).